# Grup Hospitalari Quirón
El Grup Hospitalari Quirón (Quirónsalud) és una cadena d'hospitals amb seu a Madrid. Compta amb 50 clíniques i 63 instal·lacions sanitàries arreu de l'estat, incloent-hi centres a Madrid, Barcelona (Centre Mèdic Teknon, Hospital Universitari Dexeus, Hospital Quirónsalud, Hospital Universitari Sagrat Cor, Hospital El Pilar), Castelló de la Plana, València i Palma.

## Història
El 2016 va ser adquirit per la companyia farmacèutica alemanya Fresenius SE per 5.760 milions d'euros i es va fusionar amb la cadena hospitalària privada més gran d'Alemanya, Helios.
Plataforma per la Llengua ha rebut nombroses queixes sobre el grup hospitalari per la poca presència del català en la documentació i la retolació i també s'han denunciat diversos casos de discriminacions lingüístiques contra els catalanoparlants. Malgrat això, Quirónsalud assegura que «està compromès amb el compliment de les normatives en tot el seu abast».